# Lista vicepreședinților de state din anul 2010
Lista vicepreședinților în anul 2010 se bazează pe Lista statelor lumii și pe Lista de teritorii dependente, așa cum sunt ele cunoscute de la 1 ianuarie 2010 pâna la 31 decembrie 2010.
Gruparea acestora s-a făcut pe baza statutului entitătii pe care o reprezintă după cim urmează State independente recunoscute cvasigeneral, State independente recunoscute parțial de comunitatea internațională, State independente nerecunoscute și  Teritorii nesuverane. Vicepreședintele (numele oficial al funcției poate diferi de la stat la stat conform uzanțelor naționale) este  personalitate politică a cărui primă funcție este de a înlocui președintele  atunci când acesta este absent, demisonat, decedat sau nu este disponibil pentru a-și Indplini atribuțiile indiferent din ce motiv. Pot avea vicepreședinți și teritoriile autonome dependente.

## State independente recunoscute cvasigeneral
| Statul                     | Funcția                                                                                        | Numele                                                                                        | Începând cu        |
| -------------------------- | ---------------------------------------------------------------------------------------------- | --------------------------------------------------------------------------------------------- | ------------------ |
| Afganistan                 | Primul vicepreședinte                                                                          | Mohammed Fahim                                                                                | 19 noiembrie 2009  |
| Afganistan                 | Al doilea vicepreședinte                                                                       | Karim Khalili                                                                                 | 7 decembrie 2004   |
| Africa de Sud              | Președinte adjunct                                                                             | Kgalema Motlanthe                                                                             | 9 mai 2009         |
| Angola                     | Vicepresedinte                                                                                 | Fernando da Piedade Dias dos Santos                                                           | 18 februarie 2010  |
| Argentina                  | Vicepreședinte                                                                                 | Julio Cobos                                                                                   | 10 decembrie 2007  |
| Birmania                   | Viceprseșdinte al Consiliului de Stat pentru Pace și Dezvoltare                                | Maung Aye                                                                                     | 15 noiembrie 1997  |
| Bolivia                    | Vicepreședinte                                                                                 | Álvaro García Linera                                                                          | 22 ianuarie 2006   |
| Botswana                   | Vicepreședinte                                                                                 | Mompati Merafhe                                                                               | 1 aprilie 2008     |
| Brazilia                   | Vicepreședinte                                                                                 | José Alencar                                                                                  | 1 ianuarie 2003    |
| Bulgaria                   | Vicepreședinte                                                                                 | Angel Marin                                                                                   | 22 ianuarie 2002   |
| Burundi                    | Primul vicepreședinte (succesivi)                                                              | Therence Sinunguruza                                                                          | 28 august 2010     |
| Burundi                    | Primul vicepreședinte (succesivi)                                                              | Yves Sahinguvu                                                                                | 8 noiembrie 2007   |
| Burundi                    | Al doilea vicepreședinte (succesivi)                                                           | Gervais Rufyikiri                                                                             | 28 august 2010     |
| Burundi                    | Al doilea vicepreședinte (succesivi)                                                           | Gabriel Ntisezerana                                                                           | 8 februarie 2007   |
| China (vezi și : §2)       | Vicepreședinte                                                                                 | Xi Jinping                                                                                    | 15 martie 2008     |
| Cipru                      | Vicepreședinte                                                                                 | funcție vacantă                                                                               | iulie 1974         |
| Columbia                   | Vicepreședinți (succesivi)                                                                     | Angelino Garzón                                                                               | 7 august 2010      |
| Columbia                   | Vicepreședinți (succesivi)                                                                     | Francisco Santos Calderón                                                                     | 7 august 2002      |
| Comore                     | Vicepreședinte pentru insula Grand Comore                                                      | Idi Nadhoim (însărcinat cu Agrigultura, Pescuitul, Mediul, Energia, Industria și Artizanatul) | 28 mai 2006        |
| Comore                     | Vicepreședinte pentru insula Anjouan                                                           | Ikililou Dhoinine (însărcinat cu Finaanțele, Bugetul și Antreprenorietul Femenin)             | 28 mai 2006        |
| Coreeană, R.P.D.           | Prim vicepresedinte al Comisiei Apărării Naționale                                             | funcție vacantă                                                                               | 6 noiembrie 2010   |
| Coreeană, R.P.D.           | Prim vicepresedinte al Comisiei Apărării Naționale                                             | Jo Myong-rok                                                                                  | august 1998        |
| Coreeană, R.P.D.           | Vicepresedinte al Comisiei Apărării Naționale                                                  | Jang Song-thaek                                                                               | 7 iunie 2010       |
| Coreeană, R.P.D.           | Vicepresedinte al Comisiei Apărării Naționale                                                  | Kim Yong-chun                                                                                 | aprilie 2007       |
| Coreeană, R.P.D.           | Vicepresedinte al Comisiei Apărării Naționale                                                  | O Kuk Ryol                                                                                    | februarie 2009     |
| Coreeană, R.P.D.           | Vicepresedinte al Comisiei Apărării Naționale                                                  | Ri Yong Mu                                                                                    | 1998               |
| Coreeană, R.P.D.           | Vicepresedinte al Prezidiului Adunării Populare Supreme                                        | Kim Yong Dae                                                                                  | aprilie 2009       |
| Coreeană, R.P.D.           | Vicepresedinte al Prezidiului Adunării Populare Supreme                                        | Yang Hyong-sop                                                                                | 5 septembrie 1998  |
| Coreeană, R.P.D.           | Vicepresedinte de onoare al Prezidiului Adunării Populare Supreme                              | Kim Yong Ju                                                                                   | septembrie 2003    |
| Costa Rica                 | Primul vicepreședinte                                                                          | Alfio Piva Mesén                                                                              | 8 mai 2010         |
| Costa Rica                 | Primul vicepreședinte                                                                          | funcție vacantă                                                                               | 8 octombrie 2008   |
| Costa Rica                 | Al doilea vicepreședinte                                                                       | Luis Liberman Ginsburg                                                                        | 8 mai 2010         |
| Costa Rica                 | Al doilea vicepreședinte                                                                       | vacant                                                                                        | 22 septembrie 2007 |
| Cuba                       | Prim vicepreședinte al Consiliului de Stat                                                     | José Ramón Machado Ventura                                                                    | 24 februarie 2008  |
| Cuba                       | Vicepreședinte al Consilului de Stat                                                           | Gladys María Bejerano Portela                                                                 | 11 septembrie 2009 |
| Cuba                       | Vicepreședinte al Consilului de Stat                                                           | Abelardo Colomé Ibarra                                                                        | 24 februarie 1993  |
| Cuba                       | Vicepreședinte al Consilului de Stat                                                           | Esteban Lazo Hernández                                                                        | 24 februarie 2008  |
| Cuba                       | Vicepreședinte al Consilului de Stat                                                           | Ramiro Valdes Menendez                                                                        | 20 decembrie 2009  |
| Cuba                       | Vicepreședinte al Consilului de Stat                                                           | Julio Casas Regueiro                                                                          | februarie 2008     |
| Dominicană, Republica      | Vicepreședinte                                                                                 | Rafael Alburquerque                                                                           | 16 august 2004     |
| Ecuador                    | Vicepreședinte                                                                                 | Lenín Moreno                                                                                  | 15 ianuarie 2007   |
| Egipt                      | Vicepreședinte                                                                                 | vacant                                                                                        | 14 octombrie 1981  |
| El Salvador                | Vicepreședinte                                                                                 | Salvador Sánchez Cerén                                                                        | 1 iunie 2009       |
| Elveția                    | Vicepreședinte                                                                                 | Micheline Calmy-Rey                                                                           | 1 ianuarie 2011    |
| Emiratele Arabe Unite      | Vicepreședinte                                                                                 | Mohammed bin Rashid Al Maktoum                                                                | 11 februarie 2006  |
| Filipine                   | Vicepresedinți (succesivi)                                                                     | Jejomar Binay                                                                                 | 30 iunie 2010      |
| Filipine                   | Vicepresedinți (succesivi)                                                                     | Noli de Castro                                                                                | 30 iunie 2004      |
| Gambia                     | Vicepreședintă                                                                                 | Isatou Njie-Saidy                                                                             | 20 martie 1997     |
| Ghana                      | Vicepreședinte                                                                                 | John Mahama                                                                                   | 7 ianuarie 2009    |
| Guatemala                  | Vicepreședinte                                                                                 | José Rafael Espada                                                                            | 14 ianuarie 2008   |
| Guyana                     | Primul vicepreședinte                                                                          | Sam Hinds                                                                                     | decembrie 1997     |
| Guyana                     | Al doilea vicepreședinte                                                                       | Reepu Daman Persaud                                                                           | august 1999        |
| Honduras                   | Primul vicepreședinte                                                                          | María Antonieta Guillén Vásquez                                                               | 27 ianuarie 2010   |
| Honduras                   | Primul vicepreședinte                                                                          | funcție vacantă                                                                               | 28 iunie 2009      |
| Honduras                   | Al doilea vicepreședinte                                                                       | Samuel Armando Reyes Rendon                                                                   | 27 ianuarie 2010   |
| Honduras                   | Al doilea vicepreședinte                                                                       | funcție vacantă                                                                               | 28 iunie 2009      |
| Honduras                   | Al treilea vicepreședinte (succesivi)                                                          | Victor Hugo Barnica                                                                           | 27 ianuarie 2010   |
| Honduras                   | Al treilea vicepreședinte (succesivi)                                                          | funcție vacantă                                                                               | 28 iunie 2009      |
| India                      | Vicepreședinte                                                                                 | Mohammad Hamid Ansari                                                                         | 11 august 2007     |
| Indonezia                  | Vicepreședinte                                                                                 | Boediono                                                                                      | 20 octombrie 2009  |
| Irak · (vezi și : §4)      | Vicepresedinte                                                                                 | Tariq al-Hashimi                                                                              | 7 aprilie 2005     |
| Irak · (vezi și : §4)      | Vicepreședinte                                                                                 | Adil Abdul-Mahdi                                                                              | 7 aprilie 2005     |
| Iran                       | Prim vicepreședinte                                                                            | Mohammad Reza Rahimi                                                                          | 13 septembrie 2009 |
| Iran                       | Vicepreședinte pentru Afaceri Parlamentare                                                     | Mohammad Reza Mirtajodini                                                                     | 13 septembrie 2009 |
| Iran                       | Vicepreședintă pentru Știință și Tehnologie și Președintă a Fundației pentru Elitele Naționale | Nasrin Soltankhah                                                                             | 20 septembrie 2009 |
| Iran                       | Vicepreședinte și Șef al Organizației pentru Moștenirea Culturală, Artizanat și Turism         | Hamid Baqai                                                                                   | 1 august 2009      |
| Iran                       | Vicepreședinți și Șefi ai Organizației pentru Energia Atomică (succesivi)                      | Mohammad Ahmadian (interimar)                                                                 | 12 decembrie 2010  |
| Iran                       | Vicepreședinți și Șefi ai Organizației pentru Energia Atomică (succesivi)                      | Ali Akbar Salehi                                                                              | 1 august 2009      |
| Iran                       | Vicepreședinte și Șef al Fundației pentru Afacerile Martirilor și Veteranilor                  | Masoud Zaribafan                                                                              | 17 iulie 2009      |
| Iran                       | Vicepreședinte și Șef al Organizației pentru Protecția Mediului                                | Mohammad-Javad Mohammadizadeh                                                                 | 5 august 2009      |
| Iran                       | Vicepreședinte pentru Planificare Strategică și Monitorizare                                   | Ebrahim Azizi                                                                                 | 17 iulie 2009      |
| Iran                       | Vicepreședinte pentru Managementul și Dezvoltarea Resurselor Umane                             | Lotfollah Forouzandeh                                                                         | 25 octombrie 2009  |
| Iran                       | Vicepreședintă pentru Afacerile Legale                                                         | Fatemeh Bodaghi                                                                               | 30 noiembrie 2009  |
| Iran                       | Vicepreședinte și Șef al Organizației pentru Educația Fizică                                   | Ali Saidlu                                                                                    | 25 august 2009     |
| Iran                       | Vicepreședinte și Șef al Organizației Naționale a Tineretului                                  | Mehrdad Bazrpash                                                                              | 24 iulie 2009      |
| Kenya                      | Președinte adjunct                                                                             | Kalonzo Musyoka                                                                               | 9 ianuarie 2008    |
| Kiribati                   | Vicepreședinte                                                                                 | Teima Onorio                                                                                  | 28 martie 2003     |
| Laos                       | Vicepresedinte                                                                                 | Bounnhang Vorachith                                                                           | 8 iunie 2006       |
| Malawi                     | Vicepreședinte                                                                                 | Joyce Banda                                                                                   | 29 mai 2009        |
| Maldive                    | Vicepreședinte                                                                                 | Mohammed Waheed Hassan Manik                                                                  | 11 noiembrie 2008  |
| Mauritius                  | Vicepreședinți (succesivi)                                                                     | Monique Ohsan Bellepeau                                                                       | 12 noiembrie 2010  |
| Mauritius                  | Vicepreședinți (succesivi)                                                                     | Angidi Chettiar                                                                               | 24 august 2007     |
| Micronezia                 | Vicepreședinte                                                                                 | Alik L. Alik                                                                                  | 11 mai 2007        |
| Nepal                      | Vicepresedinte                                                                                 | Parmanand Jha                                                                                 | 23 iulie 2008      |
| Nicaragua                  | Vicepreședinte                                                                                 | Jaime Morales Carazo                                                                          | 10 ianuarie 2007   |
| Nigeria                    | Vicepreședinte                                                                                 | Namadi Sambo                                                                                  | 19 mai 2010        |
| Palau                      | Vicepreședinte                                                                                 | Kerai Mariur                                                                                  | 15 ianuarie 2009   |
| Panama                     | Vicepreședinte                                                                                 | Juan Carlos Varela                                                                            | 1 iulie 2009       |
| Paraguay                   | Vicepreședinte                                                                                 | Federico Franco                                                                               | 15 august 2008     |
| Peru                       | Primul vicepreședinte                                                                          | Luis Giampietri Rojas                                                                         | 28 iulie 2006      |
| Peru                       | Al doilea vicepreședinte                                                                       | Lourdes Mendoza del Solar                                                                     | 28 iulie 2006      |
| Samoa                      | Membru în Consiliul Deputaților                                                                | Va'aletoa Sualauvi II                                                                         | 2004               |
| Samoa                      | Membru în Consiliul Deputaților                                                                | funcție vacantă                                                                               | 2007               |
| Samoa                      | Membru în Consiliul Deputaților                                                                | funcție vacantă                                                                               | 2006               |
| Seychelles                 | Vicepreședinți (succesivi)                                                                     | Danny Faure                                                                                   | 1 iulie 2010       |
| Seychelles                 | Vicepreședinți (succesivi)                                                                     | Joseph Belmont                                                                                | 16 aprilie 2004    |
| Sierra Leone               | Vicepreședinte                                                                                 | Samuel Sam-Sumana                                                                             | 17 septembrie 2007 |
| Siria                      | Vicepreședinte                                                                                 | Farouk al-Sharaa                                                                              | 21 februarie 2006  |
| Siria                      | Vicepreședintă                                                                                 | Najah al-Attar                                                                                | 23 martie 2006     |
| Statele Unite ale Americii | Vicepreședinte                                                                                 | Joe Biden                                                                                     | 20 ianuarie 2009   |
| Sudan                      | Primul vicepresedinte                                                                          | Salva Kiir Mayardit                                                                           | 11 august 2005     |
| Sudan                      | Al doilea vicepresedinte                                                                       | Ali Osman Taha                                                                                | 9 ianuarie 2005    |
| Surinam                    | Vicepreședinți (succesivi)                                                                     | Robert Ameerali                                                                               | 12 august 2010     |
| Surinam                    | Vicepreședinți (succesivi)                                                                     | Ramdien Sardjoe                                                                               | 12 august 2005     |
| Tanzania · (vezi și : §4)  | Vicepreședinți (succesivi)                                                                     | Mohamed Gharib Bilal                                                                          | 6 noiembrie 2010   |
| Tanzania · (vezi și : §4)  | Vicepreședinți (succesivi)                                                                     | Ali Mohamed Shein                                                                             | 13 iulie 2001      |
| Uganda                     | Vicepresedinte                                                                                 | Gilbert Bukenya                                                                               | 23 mai 2003        |
| Uruguay                    | Vicepreședinte                                                                                 | Danilo Astori                                                                                 | 1 martie 2010      |
| Venezuela                  | Vicepreședinți executivi (succesivi)                                                           | Elías Jaua                                                                                    | 27 ianuarie 2010   |
| Venezuela                  | Vicepreședinți executivi (succesivi)                                                           | Ramón Carrizales                                                                              | 3 ianuarie 2008    |
| Vietnam                    | Vicepreședintă                                                                                 | Nguyễn Thị Doan                                                                               | 25 iulie 2007      |
| Yemen                      | Vicepreședinte                                                                                 | Abdrabbuh Mansur Hadi                                                                         | 3 octombrie 1994   |
| Zambia                     | Vicepreședinte                                                                                 | George Kunda                                                                                  | 2 noiembrie 2008   |
| Zimbabwe                   | Vicepreședinte                                                                                 | Joice Mujuru                                                                                  | 6 decembrie 2004   |
| Zimbabwe                   | Vicepreședinte                                                                                 | Phelekezela Mphoko                                                                            | 12 decembrie 2009  |

## State independente recunoscute parțial
| Statul și statutul | Separat din | Funcția        | Numele           | Începând cu       |
| ------------------ | ----------- | -------------- | ---------------- | ----------------- |
| Abhazia            | Georgia     | Vicepreședinte | Alexander Ankvab | 12 februarie 2010 |
| Abhazia            | Georgia     | Vicepreședinte | funcție vacantă  | 28 mai 2009       |
| Taiwan             | China       | Vicepreședinte | Vincent Siew     | 20 mai 2008       |

## State independente nerecunoscute
| Statul și statutul | Separat din | Funcția                    | Numele             | Începând cu       |
| ------------------ | ----------- | -------------------------- | ------------------ | ----------------- |
| Somaliland         | Somalia     | Vicepreședinți (succesivi) | Abdirahman Saylici | 27 iulie 2010     |
| Somaliland         | Somalia     | Vicepreședinți (succesivi) | Ahmed Yusuf Yasin  | 3 mai 2002        |
| Transnistria       | Moldova     | Vicepreședinte             | Aleksandr Korolev  | 13 decembrie 2006 |

## Teritorii nesuverane
| Teritoriu              | Suveranitate      | Funcția                    | Numele            | Începând cu      |
| ---------------------- | ----------------- | -------------------------- | ----------------- | ---------------- |
| Bougainville, Insulele | Papua Noua Guinee | Vicepreședinți (succesivi) | Patrick Nisira    | 10 iunie 2010    |
| Bougainville, Insulele | Papua Noua Guinee | Vicepreședinți (succesivi) | Ezekiel Massat    | 19 ianuarie 2009 |
| Kurdistanul Irakian    | Irak              | Vicepreședinte             | Kosrat Rasul Ali  | 14 iunie 2005    |
| Zanzibar, Arhipelagul  | Tanzania          | Vicepreședinte             | Seif Sharif Hamad | 9 noiembrie 2010 |
| Zanzibar, Arhipelagul  | Tanzania          | Vicepreședinte             | Seif Ali Iddi     | noiembrie 2010   |

## Guverne în exil și / sau alterantive
| Entitate                   | Suveranitate și statut                                    | Funcția                                 | Numele               | Începând cu     |
| -------------------------- | --------------------------------------------------------- | --------------------------------------- | -------------------- | --------------- |
| Republica Autonemă Abhazia | Georgia · Abhazia · Guvernul Republicii Autoneme Abhazia  | Președinte adjunct al Consliului Suprem | Tamaz Khubua         | aprilie 2009    |
| , Galmudug                 | Somalia · (Stat autonom autoproclamat în cadrul Somaliei) | Vicepreședinte                          | Abdisamad Nur Gulled | 2009            |
| Puntland                   | Somalia · (Stat autonom autoproclamat în cadrul Somaliei) | Vicepreședinte                          | Abdisamad Ali Shire  | 8 ianuarie 2009 |